# Pole Brodmanna 44

Pole Brodmanna 44 (ang. Brodmann Area 44) lub BA44 – część płata czołowego w mózgu człowieka. Znajduje się przed korą przedruchową (BA6), natomiast na bocznej powierzchni ustępuje BA9.
BA44 jest również znane jako pars opercularis (część dolnego zakrętu czołowego). U człowieka w przybliżeniu odpowiada wieczku. W głębi bruzdy bocznej sąsiaduje z wyspą. Cytoarchitektonicznie BA44 jest ograniczony dziobowo i grzbietowo przez nieziarnisty obszar BA6 płatu czołowego, grzbietowo przez ziarnistą BA9 płatu czołowego i ognowo przez trójktątną BA45.

## Funkcje
- Wraz z lewopółkulowym BA45, lewopółkulowe BA44 zawierają w sobie ośrodek Broki[1], region biorący udział w zadaniach semantycznych. Niektóre dane świadczą o tym, że BA44 bardziej uczestniczy w przetwarzaniu fonologicznym i syntaktycznym[2].

- Niedawne odkrycia sugerują również udział tego regionu mózgu w  percepcji muzycznej[3].

- Aktualne neuroobrazowania wskazują na udział BA44 w selektywnym hamowaniu odpowiedzi na zadania wymagające decyzji binarnej (ang. go/no-go tasks), a zatem uważa się, że odgrywa ważną rolę w tłumieniu reakcji tendencyjnych.

- Badania neuroobrazowe pokazują również, że BA44 ma związek z ruchami rąk[4].